# Луиз Лабе
Луѝз Лабѐ (на френски: Louise Labé) е френска поетеса.

## Биография
Родена е около 1524 година в Лион в семейството на заможен въжар. Тя получава добро образование, организира собствен литературен салон в града и пише свои стихове, като става една от главните фигури на Лионската школа.
Луиз Лабе умира на 25 април 1566 година в имението си в Парсийо ан Домб.